# Сокіл Іван
Іван Сокіл (1893 — 1919) — військовий діяч, організатор Вільного козацтва на Білоцерківщині, його командир на Київщині. У вересні 1919 з Армією УНР у запіллі російської Добровольчої армії, вбитий у бою в Цибулеві.